# 張情
張情（1503年—？），字約之，直隸蘇州府崑山縣人，匠籍，明朝政治人物。

## 生平
嘉靖元年（1522年）壬午科應天府鄉試第四十九名舉人。嘉靖十七年（1538年）中式戊戌科進士。授处州府推官，迁刑部主事，乞便养，改南京兵部，历郎中，出为九江知府。迁福建兵备副使，提兵御寇，先后斩获数百人，以疾请归，卒。

## 家族
曾祖張思明；祖父張繪；父張祥，歲貢生。母杜氏。慈侍下。兄张性。弟张意，山東按察司副使；张心。